# Türkiye Kupası 2015/16
Der Türkische Fußballpokal 2015/16 war die 54. Austragung des Fußballpokalwettbewerbs der Herren. Das Finale fand am 26. Mai 2016 in der neue errichteten Antalya Arena statt.
Galatasaray gewann das Finale gegen Fenerbahçe mit 1:0, womit die „Löwen“ ihren dritten Pokalsieg in Folge feiern konnten. Den Siegtreffer im Spiel gegen den Erzrivalen erzielte Lukas Podolski.

## Teilnehmende Mannschaften
Für den türkischen Pokal waren folgende 159 Mannschaften teilnahmeberechtigt:
| Süper Lig die 18 Vereine der Saison 2015/16 | TFF 1. Lig die 18 Vereine der Saison 2015/16 | TFF 2. Lig die 36 Vereine der Saison 2015/16 | TFF 3. Lig die 57 Vereine der Saison 2015/16 | Bölgesel Amatör Lig 30 Mannschaften |
| Akhisar Belediyespor Antalyaspor Beşiktaş Istanbul Bursaspor Çaykur Rizespor Eskişehirspor Fenerbahçe Istanbul Galatasaray Istanbul (TV) Gaziantepspor Gençlerbirliği Ankara Kasımpaşa Istanbul Kayserispor Medicana Sivasspor Istanbul Başakşehir Mersin İdman Yurdu Osmanlıspor FK Torku Konyaspor Trabzonspor | 1461 Trabzon Adana Demirspor Adanaspor Alima Yeni Malatyaspor Altınordu Izmir Balıkesirspor Boluspor Denizlispor Gaziantep BB Giresunspor Göztepe Izmir Kardemir Karabükspor Karşıyaka SK Kayseri Erciyesspor Multigroup Alanyaspor Samsunspor Şanlıurfaspor Vartaş Elazığspor | Alpedo Kahramanmaraşspor Amed SK Anadolu Selçukluspor Ankara Demirspor Aydınspor 1923 Bandırmaspor Bayrampaşaspor Bucaspor Bugsaşspor Tepecikspor Eyüpspor Fatih Karagümrük SK Fethiyespor Gümüşhanespor Hacettepe SK Hatayspor İnegölspor İstanbulspor Kartalspor Keçiörengücü Kocaeli Birlikspor Kırklarelispor Manisaspor Menemen Belediyespor MKE Ankaragücü Nazilli Belediyespor Orduspor Pazarspor Pendikspor Sarıyer SK Sivas Belediyespor Tarsus İdman Yurdu Tokatspor Tuzlaspor Ümraniyespor Üsküdar Anadolu 1908 SK | 24Erzincanspor Altay Izmir Ankara Adliyespor Arsinspor Ayvalıkgücü Batman Petrolspor Bayburt Grup İl Özel İdare GS BB Erzurumspor BB Bodrumspor Bergama Belediyespor Beylerbeyi SK Bursa Nilüferspor BN Düzyurtspor Çatalcaspor Çine Madranspor Cizrespor Çorum Belediyespor Dardanelspor Darıca Gençlerbirliği Denizli Belediyespor Derincespor Dersimspor Diyarbekirspor Düzcespor Erzin Belediyespor Etimesgut Belediyespor Gaziosmanpaşaspor Gölbaşıspor Gölcükspor Kahramanmaraş BB Kastamonuspor 1966 Kemerspor 2003 Kırıkhanspor Kızılcabölükspor Körfez İskenderunspor Kozan Belediyespor Maltepespor Manavgatspor Manisa BB Niğde Belediyespor Ofspor Orhangazispor Payasspor Sakaryaspor Sancaktepe Belediyespor Sandıklıspor Silivrispor Sultanbeyli Belediyespor Tekirdağspor Tire 1922 Spor TKİ Tavşanlı Linyitspor Turgutluspor Van BB Yeşil Bursa SK Yomraspor Zara Belediyespor Zonguldak Kömürspor | 12 Bingölspor Adıyaman 1954 Spor Ağrı Gençlerbirliği Spor Aksaray 1989 Spor Altınova Belediyespor Arhavispor Bartınspor Bilecik İl Özel İdaresi Spor Bucak Belediye Oğuzhanspor Çankırı Belediyesi Gençlik Spor Edirnespor Eğirdirspor Iğdır Aras SK Karaman Belediyespor Kilis Belediyespor Kızıltepe Fıratspor Kurtalanspor Muş Demirspor Nevşehirspor Osmaniyespor FK Sarıkamış Belediyespor Serhat Ardahanspor Sinopspor Tatvan Gençlerbirliği Spor Türk Metal Kırıkkalespor UTAŞ Uşakspor Yeni Amasyaspor Yeşil Kırşehirspor Yozgatspor 1959 FK Yüksekova Belediyespor |

## Qualifikationsrunde
Die Auslosung für die Qualifikationsrunde fand am 20. August 2015 statt.
| Datum            |                          | Ergebnis             |                                 |
| ---------------- | ------------------------ | -------------------- | ------------------------------- |
| 02.09. 14:30 Uhr | Arhavispor               | 1:0 (1:0)            | Serhat Ardahan Spor             |
| 02.09. 14:30 Uhr | Iğdır Aras SK            | 1:0 (1:0)            | Sarıkamış Belediyespor          |
| 02.09. 14:30 Uhr | Kızıltepe Fıratspor      | 2:0 (2:0)            | Muş Demirspor                   |
| 02.09. 14:30 Uhr | Yüksekova Belediyespor   | 0:1 (0:0)            | Kurtalanspor                    |
| 02.09. 14:30 Uhr | Ağrı Gençlerbirliği      | 1:2 n. V. (1:1, 1:1) | Tatvan Gençlerbirliği Spor      |
| 02.09. 14:30 Uhr | 12 Bingölspor            | 0:6 (0:4)            | Osmaniyespor FK                 |
| 02.09. 14:30 Uhr | Adıyaman 1954 Spor       | 1:2 n. V. (1:1, 0:1) | Kilis Belediyespor              |
| 02.09. 15:00 Uhr | Sinopspor                | 1:0 (0:0)            | Çankırı Belediyesi Gençlik Spor |
| 02.09. 15:00 Uhr | Türk Metal Kırıkkalespor | 1:2 (0:2)            | Yeni Amasyaspor                 |
| 02.09. 15:00 Uhr | Yozgatspor 1954 FK       | 2:0 (0:0)            | Yeşil Kırşehirspor              |
| 02.09. 15:00 Uhr | Aksarayspor 1989         | 0:1 (0:1)            | Nevşehirspor GK                 |
| 02.09. 15:00 Uhr | Eğirdirspor              | 1:3 (1:0)            | Utaş Uşakspor                   |
| 02.09. 15:00 Uhr | Karaman Belediyespor     | 4:0 (1:0)            | Bucak Belediyespor              |
| 02.09. 15:30 Uhr | Edirnespor               | 1:2 (0:2)            | Bartınspor                      |
| 02.09. 15:30 Uhr | Altınova Belediyespor    | 8:0 (5:0)            | Bilecik İl Özel İdare           |

## 1. Hauptrunde
Die Auslosung fand am 4. September 2015, die Spiele am 9. September statt. Zu den 15 siegreichen Amateur-Teams aus der Qualifikationsrunde stießen weitere 57 Mannschaften aus der TFF 3. Lig hinzu. Somit wurden 36 Paarungen ausgelost.
| Datum            |                         | Ergebnis              |                               |
| ---------------- | ----------------------- | --------------------- | ----------------------------- |
| 09.09. 14:30 Uhr | Ofspor                  | 1:2                   | Yomraspor                     |
| 09.09. 14:30 Uhr | Düzyurtspor             | 1:0                   | Bayburt Grup İl Özel İdare GS |
| 09.09. 14:30 Uhr | Arhavispor              | 2:2 n. V. (3:5 i. E.) | Arsinspor                     |
| 09.09. 14:30 Uhr | Erzincan Refahiyespor   | 3:2                   | Zara Belediyespor             |
| 09.09. 14:30 Uhr | Kurtalanspor            | 2:0                   | Tatvan Gençlerbirliği Spor    |
| 09.09. 14:30 Uhr | Kızıltepe Fıratspor     | 1:6                   | Diyarbakırspor                |
| 09.09. 14:30 Uhr | Batman Petrolspor       | 1:2 n. V.             | Cizrespor                     |
| 09.09. 14:30 Uhr | Osmaniyespor FK         | 0:0 n. V. (5:6 i. E.) | Kilis Belediyespor            |
| 09.09. 14:30 Uhr | Kırıkhanspor            | 1:1 n. V. (3:5 i. E.) | Payasspor                     |
| 09.09. 14:30 Uhr | Körfez İskenderunspor   | 1:1 n. V. (5:3 i. E.) | Erzin Belediyespor            |
| 09.09. 15:00 Uhr | Kastamonuspor 1966      | 2:2 n. V. (4:3 i. E.) | Bartınspor                    |
| 09.09. 15:00 Uhr | Sinopspor               | 0:1                   | Yeni Amasyaspor               |
| 09.09. 15:00 Uhr | Karaman Belediyespor    | 1:0                   | Kozan Belediyespor            |
| 09.09. 15:00 Uhr | Etimesgut Belediyespor  | 2:0                   | Yozgatspor 1954 FK            |
| 09.09. 15:00 Uhr | Çorum Belediyespor      | 4:1                   | Gölbaşıspor                   |
| 09.09. 15:00 Uhr | Ankara Adliyespor       | 1:0                   | Nevşehirspor GK               |
| 09.09. 15:30 Uhr | Beylerbeyi SK           | 0:3                   | Sultanbeyli Belediyespor      |
| 09.09. 15:30 Uhr | Sancaktepe Belediyespor | 1:1 n. V. (5:4 i. E.) | Silivrispor                   |
| 09.09. 15:30 Uhr | Maltepespor             | 1:1 n. V. (5:6 i. E.) | Tekirdağspor                  |
| 09.09. 15:30 Uhr | Gaziosmanpaşaspor       | 1:3                   | Çatalcaspor                   |
| 09.09. 15:30 Uhr | Gölcükspor              | 0:0 n. V. (4:3 i. E.) | Darıca Gençlerbirliği         |
| 09.09. 15:30 Uhr | Düzcespor               | 2:1                   | Sakaryaspor                   |
| 09.09. 15:30 Uhr | Derincespor             | 0:1                   | Zonguldak Kömürspor           |
| 09.09. 15:30 Uhr | Utaş Uşakspor           | 2:0                   | Elibol Sandıklıspor           |
| 09.09. 15:30 Uhr | Manavgatspor            | 3:1                   | Kemer Tekirovaspor            |
| 09.09. 15:30 Uhr | Kızılcabölükspor        | 3:2 n. V.             | Denizli BB                    |
| 09.09. 15:30 Uhr | Ayvalıkgücü             | 1:2                   | Çine Madranspor               |
| 09.09. 15:30 Uhr | BB Bodrumspor           | 2:1                   | Bergama Belediyespor          |
| 09.09. 15:30 Uhr | Manisa BB               | 2:0                   | Altay Izmir                   |
| 09.09. 15:30 Uhr | Turgutluspor            | 0:1                   | Tire 1922 Spor                |
| 09.09. 15:30 Uhr | Bursa Nilüferspor       | 2:1                   | Altınova Belediyespor         |
| 09.09. 15:30 Uhr | Dardanelspor            | 1:0                   | Yeşil Bursa SK                |
| 09.09. 15:30 Uhr | Orhangazispor           | 2:0                   | Tavşanlı Linyitspor           |
| 09.09. 17:00 Uhr | Kahramanmaraş BB        | 2:0 n. V.             | Niğde Belediyespor            |
| 16.09. 14:30 Uhr | BB Erzurumspor          | 3:1                   | Dersimspor                    |
| 16.09. 14:30 Uhr | Iğdır Aras SK           | 1:0                   | Van BB                        |

## 2. Hauptrunde
Die Auslosung fand am 11. September 2015 statt. Zu den 36 siegreichen Teams aus der 1. Hauptrunde stießen nun weitere 36 Teams aus der TFF 2. Lig, 18 Teams aus der TFF 1. Lig und acht Teams aus der Süper Lig hinzu. Es wurden 49 Spielpaarungen gelost, welche am 22. und 23. September ausgetragen wurden.
| Datum            |                          | Ergebnis                         |                         |
| ---------------- | ------------------------ | -------------------------------- | ----------------------- |
| 22.09. 13:00 Uhr | Osmanlıspor FK           | 6:0 (5:0)                        | Kızılcabölükspor        |
| 22.09. 14:00 Uhr | 1461 Trabzon             | 4:0 (2:0)                        | Tarsus İdman Yurdu      |
| 22.09. 14:00 Uhr | Yeni Amasyaspor          | 1:2 (1:1)                        | Fatih Karagümrük SK     |
| 22.09. 14:00 Uhr | Amed SK                  | 2:1 (1:0)                        | Karaman Belediyespor    |
| 22.09. 14:30 Uhr | Kilis Belediyespor       | 1:3 (0:1)                        | Ümraniyespor            |
| 22.09. 14:30 Uhr | Büyükçekmece Tepecikspor | 2:1 (0:1)                        | Samsunspor              |
| 22.09. 14:30 Uhr | Bandırmaspor             | 1:1 n. V. (1:1, 0:1) (7:6 i. E.) | Keçiörengücü            |
| 22.09. 14:30 Uhr | Manisa BB                | 2:3 n. V. (2:2, 1:1)             | Balıkesirspor           |
| 22.09. 15:00 Uhr | Denizlispor              | 0:0 n. V. (3:0 i. E.)            | Fethiyespor             |
| 22.09. 15:00 Uhr | MKE Ankaragücü           | 0:2 (0:0)                        | Payasspor               |
| 22.09. 15:30 Uhr | Göztepe Izmir            | 1:1 n. V. (1:1, 1:0) (3:0 i. E.) | BB Erzurumspor          |
| 22.09. 15:30 Uhr | Akhisar Belediyespor     | 2:0 (0:0)                        | Yomraspor               |
| 22.09. 18:00 Uhr | Medicana Sivasspor       | 0:1 (0:0)                        | Diyarbakırspor          |
| 22.09. 18:00 Uhr | Alpedo Kahramanmaraşspor | 0:1 (0:0)                        | Adanaspor               |
| 22.09. 20:30 Uhr | Antalyaspor              | 1:0 (0:0)                        | Çorum Belediyespor      |
| 23.09. 11:00 Uhr | Iğdır Aras SK            | 1:0 n. V.                        | Altınordu Izmir         |
| 23.09. 13:30 Uhr | Cizrespor                | 1:2 (1:1)                        | Nazilli Belediyespor    |
| 23.09. 13:30 Uhr | Zonguldak Kömürspor      | 0:1 (0:1)                        | Kayserispor             |
| 23.09. 13:30 Uhr | Kurtalanspor             | 10:3 1                           | Karşıyaka SK            |
| 23.09. 14:00 Uhr | Etimesgut Belediyespor   | 3:0 (2:0)                        | Hatayspor               |
| 23.09. 14:00 Uhr | Sivas Belediyespor       | 2:2 n. V. (2:2, 2:0) (5:4 i. E.) | Multigroup Alanyaspor   |
| 23.09. 14:00 Uhr | Kastamonuspor 1966       | 3:0 (1:0)                        | Anadolu Selçukspor      |
| 23.09. 14:00 Uhr | Hacettepe SK             | 1:1 n. V. (0:0, 0:0) (3:4 i. E.) | Çine Madranspor         |
| 23.09. 14:00 Uhr | Kahramanmaraş BB         | 0:1 (0:0)                        | Pazarspor               |
| 23.09. 14:00 Uhr | Ankara Demirspor         | 1:2 (0:1)                        | Sarıyer SK              |
| 23.09. 14:30 Uhr | Orhangazispor            | 1:0 (0:0)                        | Yeni Malatyaspor        |
| 23.09. 14:30 Uhr | İnegölspor               | 1:0 n. V.                        | Gümüşhanespor           |
| 23.09. 14:30 Uhr | Sultanbeyli Belediyespor | 1:3 (0:2)                        | Şanlıurfaspor           |
| 23.09. 14:30 Uhr | Dardanelspor             | 5:4 (2:4)                        | Tokatspor               |
| 23.09. 14:30 Uhr | Kırklarelispor           | 2:1 (0:1)                        | Bugsaşspor              |
| 23.09. 14:30 Uhr | Düzcespor                | 1:1 n. V. (1:1, 0:1) (2:4 i. E.) | Kocaeli Birlikspor      |
| 23.09. 14:30 Uhr | Kartalspor               | 3:1 (1:1)                        | Düzyurtspor             |
| 23.09. 14:30 Uhr | Tekirdağspor             | 2:0 (1:0)                        | Orduspor                |
| 23.09. 14:30 Uhr | İstanbulspor             | 0:1 (0:0)                        | Manisaspor              |
| 23.09. 14:30 Uhr | Utaş Uşakspor            | 1:0 (0:0)                        | Bayrampaşaspor          |
| 23.09. 14:30 Uhr | Manavgatspor             | 0:1 n. V.                        | Adana Demirspor         |
| 23.09. 14:30 Uhr | Pendikspor               | 0:1 n. V.                        | Erzincan Refahiyespor   |
| 23.09. 14:30 Uhr | Gölcükspor               | 1:0 (1:0)                        | Kayseri Erciyesspor     |
| 23.09. 14:30 Uhr | Bucaspor                 | 1:0 (0:0)                        | Sancaktepe Belediyespor |
| 23.09. 14:30 Uhr | Aydınspor 1923           | 3:1 (1:0)                        | Üsküdar Anadolu 1908 SK |
| 23.09. 14:30 Uhr | BB Bodrumspor            | 0:5 (0:3)                        | Menemen Belediyespor    |
| 23.09. 15:00 Uhr | Giresunspor              | 2:0 (0:0)                        | Eyüpspor                |
| 23.09. 15:00 Uhr | Boluspor                 | 3:0 (2:0)                        | Çatalcaspor             |
| 23.09. 15:00 Uhr | Kardemir Karabükspor     | 2:0 (0:0)                        | Arsinspor               |
| 23.09. 15:00 Uhr | Gaziantep BB             | 1:1 n. V. (1:1, 0:1) (3:4 i. E.) | Tuzlaspor               |
| 23.09. 15:00 Uhr | Elazığspor               | 1:0 (0:0)                        | Bursa Nilüferspor       |
| 23.09. 16:00 Uhr | Çaykur Rizespor          | 2:0 (0:0)                        | Ankara Adliyespor       |
| 23.09. 18:30 Uhr | Kasımpaşa Istanbul       | 3:0 (2:0)                        | Tire 1922 Spor          |
| 23.09. 21:00 Uhr | Eskişehirspor            | 1:0 (0:0)                        | Körfez İskenderunspor   |

## 3. Hauptrunde
Zu den siegreichen 49 Teams aus der 2. Hauptrunde stießen Bursaspor, Mersin İdman Yurdu, Torku Konyaspor, Gençlerbirliği Ankara und Gaziantepspor hinzu. Es wurden 27 Paarungen gelost, welche vom 1. bis zum 3. Dezember ausgetragen wurden. Die Sieger qualifizierten sich für die Gruppenphase.
| Datum            |                        | Ergebnis                         |                          |
| ---------------- | ---------------------- | -------------------------------- | ------------------------ |
| 01.12. 13:00 Uhr | Aydınspor 1923         | 1:0 (1:0)                        | Denizlispor              |
| 01.12. 13:00 Uhr | Erzincan Refahiyespor  | 1:1 n. V. (1:1, 1:1) (5:6 i. E.) | Antalyaspor              |
| 01.12. 13:00 Uhr | Sarıyer SK             | 2:7 (0:4)                        | Kayserispor              |
| 01.12. 13:00 Uhr | Amed SK                | 2:1 n. V. (1:1, 0:0)             | Elazığspor               |
| 01.12. 15:30 Uhr | Osmanlıspor FK         | 0:1 (0:1)                        | Büyükçekmece Tepecikspor |
| 01.12. 18:00 Uhr | Bursaspor              | 3:0 (3:0)                        | Utaş Uşakspor            |
| 01.12. 20:30 Uhr | Torku Konyaspor        | 4:1 (2:0)                        | Kocaeli Birlikspor       |
| 02.12. 11:30 Uhr | Iğdır Aras SK          | 1:3 (0:0)                        | Bandırmaspor             |
| 02.12. 13:00 Uhr | Tuzlaspor              | 1:0 (0:0)                        | Manisaspor               |
| 02.12. 13:00 Uhr | 1461 Trabzon           | 3:0 (1:0)                        | Pazarspor                |
| 02.12. 13:00 Uhr | Kastamonuspor 1966     | 3:3 n. V. (2:2, 1:1) (7:6 i. E.) | Kasımpaşa Istanbul       |
| 02.12. 13:00 Uhr | Kardemir Karabükspor   | 5:2 n. V. (1:2, 2:2)             | Payasspor                |
| 02.12. 13:00 Uhr | İnegölspor             | 1:1 n. V. (1:1, 1:0) (3:1 i. E.) | Balıkesirspor            |
| 02.12. 13:00 Uhr | Fatih Karagümrük SK    | 3:3 n. V. (3:3, 1:1) (4:5 i. E.) | Mersin İdman Yurdu       |
| 02.12. 13:00 Uhr | Çine Madranspor        | 1:2 (0:0)                        | Bucaspor                 |
| 02.12. 13:00 Uhr | Boluspor               | 4:1 (2:1)                        | Ümraniyespor             |
| 02.12. 13:00 Uhr | Etimesgut Belediyespor | 1:0 (1:0)                        | Gençlerbirliği Ankara    |
| 02.12. 13:00 Uhr | Şanlıurfaspor          | 1:0 (0:0)                        | Kırklarelispor           |
| 02.12. 15:30 Uhr | Karşıyaka SK           | 3:2 (2:2)                        | Tekirdağspor             |
| 02.12. 18:00 Uhr | Adana Demirspor        | 2:4 (1:2)                        | Sivas Belediyespor       |
| 02.12. 20:30 Uhr | Çaykur Rizespor        | 1:0 (0:0)                        | Orhangazispor            |
| 03.12. 13:00 Uhr | Kartalspor             | 0:2 (0:1)                        | Giresunspor              |
| 03.12. 13:00 Uhr | Menemen Belediyespor   | 0:1 (0:1)                        | Eskişehirspor            |
| 03.12. 15:30 Uhr | Adanaspor              | 3:1 (1:0)                        | Diyarbakırspor           |
| 03.12. 15:30 Uhr | Göztepe Izmir          | 1:2 n. V. (1:1, 0:0)             | Nazilli Belediyespor     |
| 03.12. 18:00 Uhr | Gaziantepspor          | 3:2 n. V. (1:1, 0:0)             | Gölcükspor               |
| 03.12. 20:30 Uhr | Akhisar Belediyespor   | 5:0 (3:0)                        | Dardanelspor             |

## Gruppenphase
Zu den siegreichen 27 Teams aus der 3. Hauptrunde stießen noch Galatasaray, Fenerbahçe, Beşiktaş, Trabzonspor und Istanbul Başakşehir hinzu. Es wurden acht Gruppen mit je vier Mannschaften gelost, welche im Hin- und Rückspiel Modus gespielt wurden. Die Gruppensieger und -Zweiten qualifizierten sich für das Achtelfinale. Die Auslosung fand am 7. Dezember statt.

### Gruppe A
| Pl. | Verein              | Sp. | S | U | N | Tore    | Diff. | Punkte |
| --- | ------------------- | --- | - | - | - | ------- | ----- | ------ |
| 1.  | Istanbul Başakşehir | 6   | 4 | 2 | 0 | 016:700 | +9    | 14     |
| 2.  | Amed SK             | 6   | 3 | 3 | 0 | 012:800 | +4    | 12     |
| 3.  | Bandırmaspor        | 6   | 1 | 2 | 3 | 009:100 | −1    | 05     |
| 4.  | Şanlıurfaspor       | 6   | 0 | 1 | 5 | 001:130 | −12   | 01     |

| 16. Dezember 2015     |           |                       |                                 |
| Bandırmaspor          | 1:2 (0:2) | Amed SK               | 17 Eylül Stadı                  |
| Medipol Başakşehir FK | 4:1 (1:0) | Şanlıurfaspor         | Başakşehir Fatih Terim Stadı    |
| 23. Dezember 2015     |           |                       |                                 |
| Amed SK               | 2:2 (1:1) | Medipol Başakşehir FK | Seyrantepe Diski Spor Tesisleri |
| Şanlıurfaspor         | 0:3 (0:2) | Bandırmaspor          | Şanlıurfa GAP Stadı             |
| 10. Januar 2016       |           |                       |                                 |
| Medipol Başakşehir FK | 3:2 (1:1) | Bandırmaspor          | Başakşehir Fatih Terim Stadı    |
| 11. Januar 2016       |           |                       |                                 |
| Şanlıurfaspor         | 0:2 (0:2) | Amed SK               | Şanlıurfa GAP Stadı             |
| 13. Januar 2016       |           |                       |                                 |
| Bandırmaspor          | 0:2 (0:1) | Medipol Başakşehir FK | 17 Eylül Stadı                  |
| 14. Januar 2016       |           |                       |                                 |
| Amed SK               | 1:0 (0:0) | Şanlıurfaspor         | Seyrantepe Diski Spor Tesisleri |
| 21. Januar 2016       |           |                       |                                 |
| Amed SK               | 3:3 (1:3) | Bandırmaspor          | Seyrantepe Diski Spor Tesisleri |
| Şanlıurfaspor         | 0:3 (0:1) | Medipol Başakşehir FK | Şanlıurfa GAP Stadı             |
| 27. Januar 2016       |           |                       |                                 |
| Bandırmaspor          | 0:0       | Şanlıurfaspor         | 17 Eylül Stadı                  |
| 28. Januar 2016       |           |                       |                                 |
| Medipol Başakşehir FK | 2:2 (0:1) | Amed SK               | Başakşehir Fatih Terim Stadı    |

### Gruppe B
| Pl. | Verein                   | Sp. | S | U | N | Tore    | Diff. | Punkte |
| --- | ------------------------ | --- | - | - | - | ------- | ----- | ------ |
| 1.  | Bursaspor                | 6   | 6 | 0 | 0 | 018:700 | +11   | 18     |
| 2.  | Büyükçekmece Tepecikspor | 6   | 2 | 1 | 3 | 011:140 | −3    | 07     |
| 3.  | Eskişehirspor            | 6   | 2 | 1 | 3 | 010:110 | −1    | 07     |
| 4.  | Boluspor                 | 6   | 1 | 0 | 5 | 004:110 | −7    | 03     |

| 15. Dezember 2015        |           |                          |                         |
| Büyükçekmece Tepecikspor | 2:3 (0:2) | Bursaspor                | Necmi Kadıoğlu Stadı    |
| Eskişehirspor            | 2:0 (1:0) | Boluspor                 | Eskişehir Atatürk Stadı |
| 22. Dezember 2015        |           |                          |                         |
| Boluspor                 | 3:1 (1:0) | Büyükçekmece Tepecikspor | Bolu Atatürk Stadı      |
| 24. Dezember 2015        |           |                          |                         |
| Bursaspor                | 4:1 (2:0) | Eskişehirspor            | Bursa Atatürk Stadı     |
| 10. Januar 2016          |           |                          |                         |
| Bursaspor                | 3:0 (2:0) | Boluspor                 | Bursa Atatürk Stadı     |
| 11. Januar 2016          |           |                          |                         |
| Büyükçekmece Tepecikspor | 2:1 (0:1) | Eskişehirspor            | Necmi Kadıoğlu Stadı    |
| 13. Januar 2016          |           |                          |                         |
| Boluspor                 | 0:1 (0:0) | Bursaspor                | Bolu Atatürk Stadı      |
| 14. Januar 2016          |           |                          |                         |
| Eskişehirspor            | 2:2 (1:0) | Büyükçekmece Tepecikspor | Eskişehir Atatürk Stadı |
| 20. Januar 2016          |           |                          |                         |
| Bursaspor                | 4:2 (2:1) | Büyükçekmece Tepecikspor | Bursa Atatürk Stadı     |
| 21. Januar 2016          |           |                          |                         |
| Boluspor                 | 0:2 (0:0) | Eskişehirspor            | Bolu Atatürk Stadı      |
| 28. Januar 2016          |           |                          |                         |
| Büyükçekmece Tepecikspor | 2:1 (2:0) | Boluspor                 | Necmi Kadıoğlu Stadı    |
| Eskişehirspor            | 2:3 (1:0) | Bursaspor                | Eskişehir Atatürk Stadı |

### Gruppe C
| Pl. | Verein               | Sp. | S | U | N | Tore    | Diff. | Punkte |
| --- | -------------------- | --- | - | - | - | ------- | ----- | ------ |
| 1.  | Sivas Belediyespor   | 6   | 4 | 0 | 2 | 013:130 | ±0    | 12     |
| 2.  | Beşiktaş Istanbul    | 6   | 3 | 1 | 2 | 010:700 | +3    | 10     |
| 3.  | 1461 Trabzon         | 6   | 3 | 1 | 2 | 015:400 | +11   | 10     |
| 4.  | Kardemir Karabükspor | 6   | 1 | 0 | 5 | 003:170 | −14   | 03     |

| 17. Dezember 2015    |           |                      |                                  |
| 1461 Trabzon         | 7:1 (2:0) | Sivas Belediyespor   | Hüseyin Avni Aker Stadı          |
| Beşiktaş Istanbul    | 3:0 (1:0) | Kardemir Karabükspor | Atatürk-Olympiastadion           |
| 24. Dezember 2015    |           |                      |                                  |
| Kardemir Karabükspor | 0:5 (0:3) | 1461 Trabzon         | Dr. Necmettin Şeyhoğlu Stadı     |
| Sivas Belediyespor   | 0:2 (0:1) | Beşiktaş Istanbul    | Muhsin Yazıcıoğlu Spor Kompleksi |
| 10. Januar 2016      |           |                      |                                  |
| Sivas Belediyespor   | 5:0 (2:0) | Kardemir Karabükspor | Muhsin Yazıcıoğlu Spor Kompleksi |
| 1461 Trabzon         | 1:1 (0:1) | Beşiktaş Istanbul    | Hüseyin Avni Aker Stadı          |
| 14. Januar 2016      |           |                      |                                  |
| Kardemir Karabükspor | 1:2 (0:0) | Sivas Belediyespor   | Dr. Necmettin Şeyhoğlu Stadı     |
| Beşiktaş Istanbul    | 1:0 (0:0) | 1461 Trabzon         | Atatürk-Olympiastadion           |
| 20. Januar 2016      |           |                      |                                  |
| Sivas Belediyespor   | 1:0 (0:0) | 1461 Trabzon         | Muhsin Yazıcıoğlu Spor Kompleksi |
| Kardemir Karabükspor | 2:0 (1:0) | Beşiktaş Istanbul    | Dr. Necmettin Şeyhoğlu Stadı     |
| 27. Januar 2016      |           |                      |                                  |
| 1461 Trabzon         | 2:0 (2:0) | Kardemir Karabükspor | Hüseyin Avni Aker Stadı          |
| 28. Januar 2016      |           |                      |                                  |
| Beşiktaş Istanbul    | 3:4 (0:1) | Sivas Belediyespor   | Atatürk-Olympiastadion           |

### Gruppe D
| Pl. | Verein             | Sp. | S | U | N | Tore    | Diff. | Punkte |
| --- | ------------------ | --- | - | - | - | ------- | ----- | ------ |
| 1.  | Bucaspor           | 6   | 5 | 0 | 1 | 010:700 | +3    | 15     |
| 2.  | Çaykur Rizespor    | 6   | 4 | 1 | 1 | 014:800 | +6    | 13     |
| 3.  | Mersin İdman Yurdu | 6   | 1 | 1 | 4 | 007:100 | −3    | 04     |
| 4.  | Aydınspor 1923     | 6   | 1 | 0 | 5 | 006:120 | −6    | 03     |

| 16. Dezember 2015  |           |                    |                       |
| Aydınspor 1923     | 4:0 (3:0) | Mersin İdman Yurdu | Adnan Menderes Stadı  |
| Çaykur Rizespor    | 4:1 (3:1) | Bucaspor           | Yeni Rize Şehir Stadı |
| 22. Dezember 2015  |           |                    |                       |
| Mersin İdman Yurdu | 2:2 (0:2) | Çaykur Rizespor    | Mersin Arena          |
| 23. Dezember 2015  |           |                    |                       |
| Bucaspor           | 2:0 (2:0) | Aydınspor 1923     | Buca Arena            |
| 9. Januar 2016     |           |                    |                       |
| Bucaspor           | 1:0 (0:0) | Mersin İdman Yurdu | Buca Arena            |
| 10. Januar 2016    |           |                    |                       |
| Çaykur Rizespor    | 3:1 (1:1) | Aydınspor 1923     | Yeni Rize Şehir Stadı |
| 13. Januar 2016    |           |                    |                       |
| Aydınspor 1923     | 1:2 (0:0) | Çaykur Rizespor    | Adnan Menderes Stadı  |
| Mersin İdman Yurdu | 1:2 (0:0) | Bucaspor           | Mersin Arena          |
| 20. Januar 2016    |           |                    |                       |
| Mersin İdman Yurdu | 4:0 (3:0) | Aydınspor 1923     | Mersin Arena          |
| Bucaspor           | 3:2 (1:0) | Çaykur Rizespor    | Buca Arena            |
| 27. Januar 2016    |           |                    |                       |
| Aydınspor 1923     | 0:1 (0:0) | Bucaspor           | Adnan Menderes Stadı  |
| 28. Januar 2016    |           |                    |                       |
| Çaykur Rizespor    | 1:0 (1:0) | Mersin İdman Yurdu | Yeni Rize Şehir Stadı |

### Gruppe E
| Pl. | Verein               | Sp. | S | U | N | Tore    | Diff. | Punkte |
| --- | -------------------- | --- | - | - | - | ------- | ----- | ------ |
| 1.  | Galatasaray Istanbul | 6   | 5 | 1 | 0 | 015:600 | +9    | 16     |
| 2.  | Akhisar Belediyespor | 6   | 2 | 2 | 2 | 006:600 | ±0    | 08     |
| 3.  | Karşıyaka SK         | 6   | 2 | 0 | 4 | 007:110 | −4    | 06     |
| 4.  | Kastamonuspor 1966   | 6   | 1 | 1 | 4 | 006:110 | −5    | 04     |

| 17. Dezember 2015    |           |                      |                         |
| Karşıyaka SK         | 2:1 (2:0) | Kastamonuspor 1966   | İzmir Atatürk Stadyumu  |
| Galatasaray Istanbul | 2:1 (2:0) | Akhisar Belediyespor | Türk Telekom Arena      |
| 23. Dezember 2015    |           |                      |                         |
| Kastamonuspor 1966   | 1:2 (0:1) | Galatasaray Istanbul | Kastamonu Gazi Stadyumu |
| Akhisar Belediyespor | 0:2 (0:0) | Karşıyaka SK         | Manisa 19 Mayıs Stadı   |
| 9. Januar 2016       |           |                      |                         |
| Akhisar Belediyespor | 0:0       | Kastamonuspor 1966   | Manisa 19 Mayıs Stadı   |
| Galatasaray Istanbul | 3:1 (3:1) | Karşıyaka SK         | Türk Telekom Arena      |
| 12. Januar 2016      |           |                      |                         |
| Kastamonuspor 1966   | 1:2 (1:1) | Akhisar Belediyespor | Kastamonu Gazi Stadyumu |
| Karşıyaka SK         | 1:3 (0:0) | Galatasaray Istanbul | Izmir Atatürk Stadyumu  |
| 19. Januar 2016      |           |                      |                         |
| Kastamonuspor 1966   | 2:1 (1:0) | Karşıyaka SK         | Kastamonu Gazi Stadyumu |
| Akhisar Belediyespor | 1:1 (1:1) | Galatasaray Istanbul | Manisa 19 Mayıs Stadı   |
| 26. Januar 2016      |           |                      |                         |
| Galatasaray Istanbul | 4:1 (3:0) | Kastamonuspor 1966   | Türk Telekom Arena      |
| 28. Januar 2016      |           |                      |                         |
| Karşıyaka SK         | 0:2 (0:1) | Akhisar Belediyespor | Izmir Atatürk Stadyumu  |

### Gruppe F
| Pl. | Verein               | Sp. | S | U | N | Tore    | Diff. | Punkte |
| --- | -------------------- | --- | - | - | - | ------- | ----- | ------ |
| 1.  | Trabzonspor          | 6   | 5 | 0 | 1 | 012:400 | +8    | 15     |
| 2.  | Gaziantepspor        | 6   | 3 | 2 | 1 | 008:500 | +3    | 11     |
| 3.  | Adanaspor            | 6   | 2 | 1 | 3 | 008:130 | −5    | 07     |
| 4.  | Nazilli Belediyespor | 6   | 0 | 1 | 5 | 002:800 | −6    | 01     |

| 15. Dezember 2015    |           |                      |                          |
| Nazilli Belediyespor | 0:2 (0:0) | Trabzonspor          | Nazilli Şehir Stadı      |
| Gaziantepspor        | 1:1 (1:0) | Adanaspor            | Kâmil Ocak Stadı         |
| 22. Dezember 2015    |           |                      |                          |
| Trabzonspor          | 2:1 (0:1) | Gaziantepspor        | Hüseyin Avni Aker Stadı  |
| 24. Dezember 2015    |           |                      |                          |
| Adanaspor            | 2:1 (1:1) | Nazilli Belediyespor | 5 Ocak Fatih Terim Stadı |
| 9. Januar 2016       |           |                      |                          |
| Nazilli Belediyespor | 0:0       | Gaziantepspor        | Nazilli Şehir Stadı      |
| Trabzonspor          | 3:0 (1:0) | Adanaspor            | Hüseyin Avni Aker Stadı  |
| 12. Januar 2016      |           |                      |                          |
| Gaziantepspor        | 1:0 (0:0) | Nazilli Belediyespor | Kâmil Ocak Stadı         |
| Adanaspor            | 1:4 (0:3) | Trabzonspor          | 5 Ocak Fatih Terim Stadı |
| 20. Januar 2016      |           |                      |                          |
| Trabzonspor          | 1:0 (0:0) | Nazilli Belediyespor | Hüseyin Avni Aker Stadı  |
| Adanaspor            | 2:3 (1:2) | Gaziantepspor        | 5 Ocak Fatih Terim Stadı |
| 26. Januar 2016      |           |                      |                          |
| Nazilli Belediyespor | 1:2 (0:0) | Adanaspor            | Nazilli Şehir Stadı      |
| 27. Januar 2016      |           |                      |                          |
| Gaziantepspor        | 2:0 (1:0) | Trabzonspor          | Kâmil Ocak Stadı         |

### Gruppe G
| Pl. | Verein                 | Sp. | S | U | N | Tore    | Diff. | Punkte |
| --- | ---------------------- | --- | - | - | - | ------- | ----- | ------ |
| 1.  | Torku Konyaspor        | 6   | 5 | 1 | 0 | 008:200 | +6    | 16     |
| 2.  | Kayserispor            | 6   | 4 | 0 | 2 | 011:400 | +7    | 12     |
| 3.  | İnegölspor             | 6   | 2 | 1 | 3 | 005:600 | −1    | 07     |
| 4.  | Etimesgut Belediyespor | 6   | 0 | 0 | 6 | 003:150 | −12   | 0      |

| 16. Dezember 2015      |           |                        |                                          |
| İnegölspor             | 3:0 (0:0) | Etimesgut Belediyespor | İnegöl Şehir Stadı                       |
| Torku Konyaspor        | 1:0 (0:0) | Kayserispor            | Konya Büyükşehir Stadı                   |
| 22. Dezember 2015      |           |                        |                                          |
| Etimesgut Belediyespor | 0:1 (0:1) | Torku Konyaspor        | Etimesgut Belediyesi Kemal Atatürk Stadı |
| 24. Dezember 2015      |           |                        |                                          |
| Kayserispor            | 1:0 (0:0) | İnegölspor             | Kayseri Kadir Has Stadı                  |
| 9. Januar 2016         |           |                        |                                          |
| Etimesgut Belediyespor | 2:5 (1:2) | Kayserispor            | Etimesgut Belediyesi Kemal Atatürk Stadı |
| İnegölspor             | 1:1 (0:0) | Torku Konyaspor        | İnegöl Şehir Stadı                       |
| 12. Januar 2016        |           |                        |                                          |
| Kayserispor            | 3:0 (1:0) | Etimesgut Belediyespor | Kayseri Kadir Has Stadı                  |
| Torku Konyaspor        | 2:0 (2:0) | İnegölspor             | Konya Büyükşehir Stadı                   |
| 19. Januar 2016        |           |                        |                                          |
| Etimesgut Belediyespor | 0:1 (0:0) | İnegölspor             | Etimesgut Belediyesi Kemal Atatürk Stadı |
| Kayserispor            | 0:1 (0:0) | Torku Konyaspor        | Kayseri Kadir Has Stadı                  |
| 26. Januar 2016        |           |                        |                                          |
| İnegölspor             | 0:2 (0:2) | Kayserispor            | İnegöl Şehir Stadı                       |
| Torku Konyaspor        | 2:1 (0:1) | Etimesgut Belediyespor | Konya Büyükşehir Stadı                   |

### Gruppe H
| Pl. | Verein              | Sp. | S | U | N | Tore    | Diff. | Punkte |
| --- | ------------------- | --- | - | - | - | ------- | ----- | ------ |
| 1.  | Fenerbahçe Istanbul | 6   | 5 | 1 | 0 | 015:400 | +11   | 16     |
| 2.  | Antalyaspor         | 6   | 3 | 2 | 1 | 007:600 | +1    | 11     |
| 3.  | Tuzlaspor           | 6   | 2 | 1 | 3 | 005:500 | ±0    | 07     |
| 4.  | Giresunspor         | 6   | 0 | 0 | 6 | 002:140 | −12   | 0      |

| 15. Dezember 2015   |           |                     |                            |
| Antalyaspor         | 2:1 (1:1) | Giresunspor         | Antalya Arena              |
| 16. Dezember 2015   |           |                     |                            |
| Tuzlaspor           | 1:2 (0:1) | Fenerbahçe Istanbul | Tuzla Belediye Sahası      |
| 23. Dezember 2015   |           |                     |                            |
| Fenerbahçe Istanbul | 4:2 (2:0) | Antalyaspor         | Şükrü Saracoğlu Stadı      |
| 24. Dezember 2015   |           |                     |                            |
| Giresunspor         | 0:1 (0:0) | Tuzlaspor           | Giresun Atatürk Stadı      |
| 10. Januar 2016     |           |                     |                            |
| Giresunspor         | 0:2 (0:1) | Fenerbahçe Istanbul | Giresun Atatürk Stadı      |
| 11. Januar 2016     |           |                     |                            |
| Antalyaspor         | 1:0 (1:0) | Tuzlaspor           | Akdeniz Üniversitesi Stadı |
| 13. Januar 2016     |           |                     |                            |
| Fenerbahçe Istanbul | 6:1 (2:0) | Giresunspor         | Şükrü Saracoğlu Stadı      |
| 14. Januar 2016     |           |                     |                            |
| Tuzlaspor           | 1:1 (1:1) | Antalyaspor         | Tuzla Belediye Sahası      |
| 21. Januar 2016     |           |                     |                            |
| Giresunspor         | 0:1 (0:0) | Antalyaspor         | Giresun Atatürk Stadı      |
| Fenerbahçe Istanbul | 1:0 (0:0) | Tuzlaspor           | Şükrü Saracoğlu Stadı      |
| 27. Januar 2016     |           |                     |                            |
| Tuzlaspor           | 2:0 (0:0) | Giresunspor         | Tuzla Belediye Sahası      |
| Antalyaspor         | 0:0       | Fenerbahçe Istanbul | Antalya Arena              |

## K.-o.-Phase

### Achtelfinale
Die acht Gruppensieger wurden mit Heimrecht gegen die acht Gruppen-Zweiten gelost.
| Datum            |                      | Ergebnis  |                          |
| ---------------- | -------------------- | --------- | ------------------------ |
| 30.01. 20:45 Uhr | Fenerbahçe Istanbul  | 1:0 n. V. | Kayserispor              |
| 31.01. 14:00 Uhr | Bursaspor            | 1:2 (0:1) | Amed SK                  |
| 31.01. 16:00 Uhr | Torku Konyaspor      | 1:0 (0:0) | Antalyaspor              |
| 31.01. 17:45 Uhr | Bucaspor             | 0:2 (0:0) | Beşiktaş Istanbul        |
| 31.01. 18:30 Uhr | Sivas Belediyespor   | 0:2 (0:1) | Çaykur Rizespor          |
| 31.01. 20:45 Uhr | Galatasaray Istanbul | 3:1 (2:0) | Gaziantepspor            |
| 01.02. 18:00 Uhr | Istanbul Başakşehir  | 4:0 (1:0) | Büyükçekmece Tepecikspor |
| 01.02. 20:45 Uhr | Trabzonspor          | 0:1 (0:1) | Akhisar Belediyespor     |

### Viertelfinale
Im Hin- und Rückspiel-Modus trafen die acht Sieger aus dem Achtelfinale aufeinander. Die Hinspiele fanden zwischen dem 9. und 11. Februar 2016 statt, während die Rückspiele zwischen dem 1. und 3. März 2016 stattfanden. Die Auslosung fand am 2. Februar statt.
|                      | Gesamt |                      | Hinspiel  | Rückspiel |
| -------------------- | ------ | -------------------- | --------- | --------- |
| Istanbul Başakşehir  | 0:3    | Çaykur Rizespor      | 0:2 (0:1) | 0:1 (0:0) |
| Akhisar Belediyespor | 2:3    | Galatasaray Istanbul | 1:2 (0:0) | 1:1 (0:1) |
| Beşiktaş Istanbul    | 1:3    | Torku Konyaspor      | 1:2 (1:0) | 0:1 (0:0) |
| Amed SK              | 4:6    | Fenerbahçe Istanbul  | 3:3 (1:2) | 1:3 (0:2) |

### Halbfinale
Im Hin- und Rückspiel-Modus trafen die vier Sieger aus dem Viertelfinale aufeinander. Die Hinspiele fanden zwischen dem 19. und 21. April 2016 statt, während die Rückspiele zwischen dem 4. und 5. Mai 2016 stattfanden. Die Auslosung fand am 2. Februar statt.
|                 | Gesamt |                      | Hinspiel  | Rückspiel |
| --------------- | ------ | -------------------- | --------- | --------- |
| Çaykur Rizespor | 1:3    | Galatasaray Istanbul | 1:3 (0:1) | 0:0       |
| Torku Konyaspor | 0:5    | Fenerbahçe Istanbul  | 0:3 (0:2) | 0:2 (0:0) |

### Finale
Das Finale fand am 26. Mai 2016 im damals neuen Fußballstadion von Antalya statt und es kam zur Begegnung vom Interkontinentalen Derby.
| Paarung                   | Galatasaray Istanbul – Fenerbahçe Istanbul |
| Ergebnis                  | 1:0 (1:0) |
| Datum                     | 26. Mai 2016 um 21:15 Uhr |
| Stadion                   | Antalya Arena, Antalya |
| Schiedsrichter            | Mete Kalkavan |
| Schiedsrichterassistenten | Ceyhun Sesigüzel, Esat Sancaktar |
| Vierter Offizieller       | Serkan Çınar |
| Tore                      | 1:0 Lukas Podolski (31.) |
| Galatasaray Istanbul      | Fernando Muslera – Semih Kaya, Jason Denayer, Hakan Balta, Lionel Carole – Emre Çolak (89. Martin Linnes), Selçuk İnan , Sinan Gümüş (65. Sabri Sarıoğlu), Wesley Sneijder (46. Aurélien Chedjou), Yasin Öztekin – Lukas Podolski Cheftrainer: Jan Olde Riekerink ( Niederlande) |
| Fenerbahçe Istanbul       | Fabiano Ribeiro – Şener Özbayraklı (79. Gökhan Gönül), Simon Kjær, Abdoulaye Ba, Hasan Ali Kaldırım – Mehmet Topal , Souza, Alper Potuk (68. Lazar Marković), Nani, Volkan Şen – Robin van Persie (46. Fernandão) Cheftrainer: Vítor Pereira ( Portugal)                         |
| Gelbe Karten              | Fernando Muslera (37.), Semih Kaya (62.), Hakan Balta (70.), Yasin Öztekin (72.), Selçuk İnan (90.+2') – Alper Potuk (37.) |
| Platzverweise             | keine – Nani (Spielende) |
| Besonderheiten            | Spieler des Spiels: Lukas Podolski ( Deutschland) |

## Torschützenliste
Bei gleicher Anzahl von Treffern sind die Spieler alphabetisch nach Nachnamen bzw. Künstlernamen sortiert.
| Rang                            | Name             | Mannschaft           | Tore |
| ------------------------------- | ---------------- | -------------------- | ---- |
| 01.                             | Sokol Cikalleshi | Istanbul Başakşehir  | 7    |
| 01.                             | Cenk Tosun       | Beşiktaş Istanbul    | 7    |
| 03.                             | Fernandão        | Fenerbahçe Istanbul  | 6    |
| 03.                             | Sinan Gümüş      | Galatasaray Istanbul | 6    |
| 03.                             | Şehmus Özer      | Amed SK              | 6    |
| 03.                             | Semih Şentürk    | Medipol Başakşehir   | 6    |
| 03.                             | Patryk Tuszyński | Çaykur Rizespor      | 6    |
| 08.                             | Sinan Bakış      | Kayserispor          | 5    |
| 08.                             | Ali Kuçik        | 1461 Trabzon         | 5    |
| 08.                             | Tomáš Necid      | Bursaspor            | 5    |
| 08.                             | Robin van Persie | Fenerbahçe Istanbul  | 5    |
| 08.                             | Atilla Yıldırım  | Sivas Belediyespor   | 5    |
| Stand: Pokal-Saisonende 2015/16 |                  |                      |      |